# Budislavice
Budislavice (německy Budislawitz) jsou malá vesnice, část obce Mladý Smolivec v okrese Plzeň-jih v Plzeňském kraji. Nachází se asi dva kilometry západně od Mladého Smolivce a deset kilometrů od Nepomuka. Budislavice jsou také název katastrálního území o rozloze 4,16 km².

## Historie
První písemná zmínka o vesnici pochází z roku 1352. V roce 1937 se stal čestným občanem obce učitel František Raušar.

## Obecní správa
Při sčítání lidu v letech 1850–1879 Budislavice byly osadou obce Dožice v okrese Blatná. V letech 1880–1960 byly samostatnou obcí v okrese Blatná. Od 12. června 1960 jsou částí obce Mladý Smolivec v okrese Plzeň-jih.

## Pamětihodnosti
- Raně gotický kostel svatého Jiljí ze druhé poloviny 13. století, barokně upraven v letech 1728–1731
- Pseudorománská kaple svatého Jana Nepomuckého z roku 1896
- Pamětní kříž z roku 1851

## Galerie

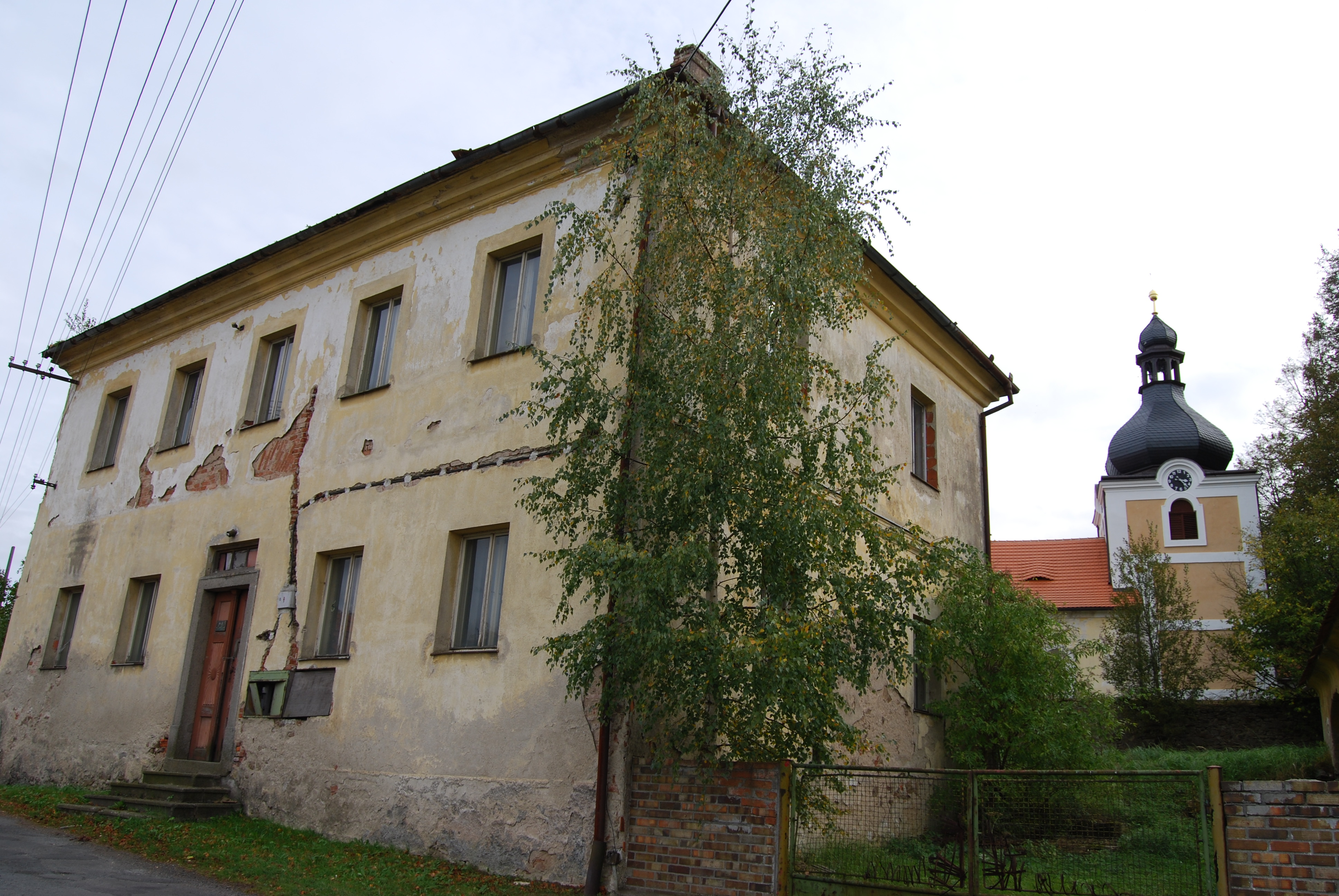
Přední pohled na faru
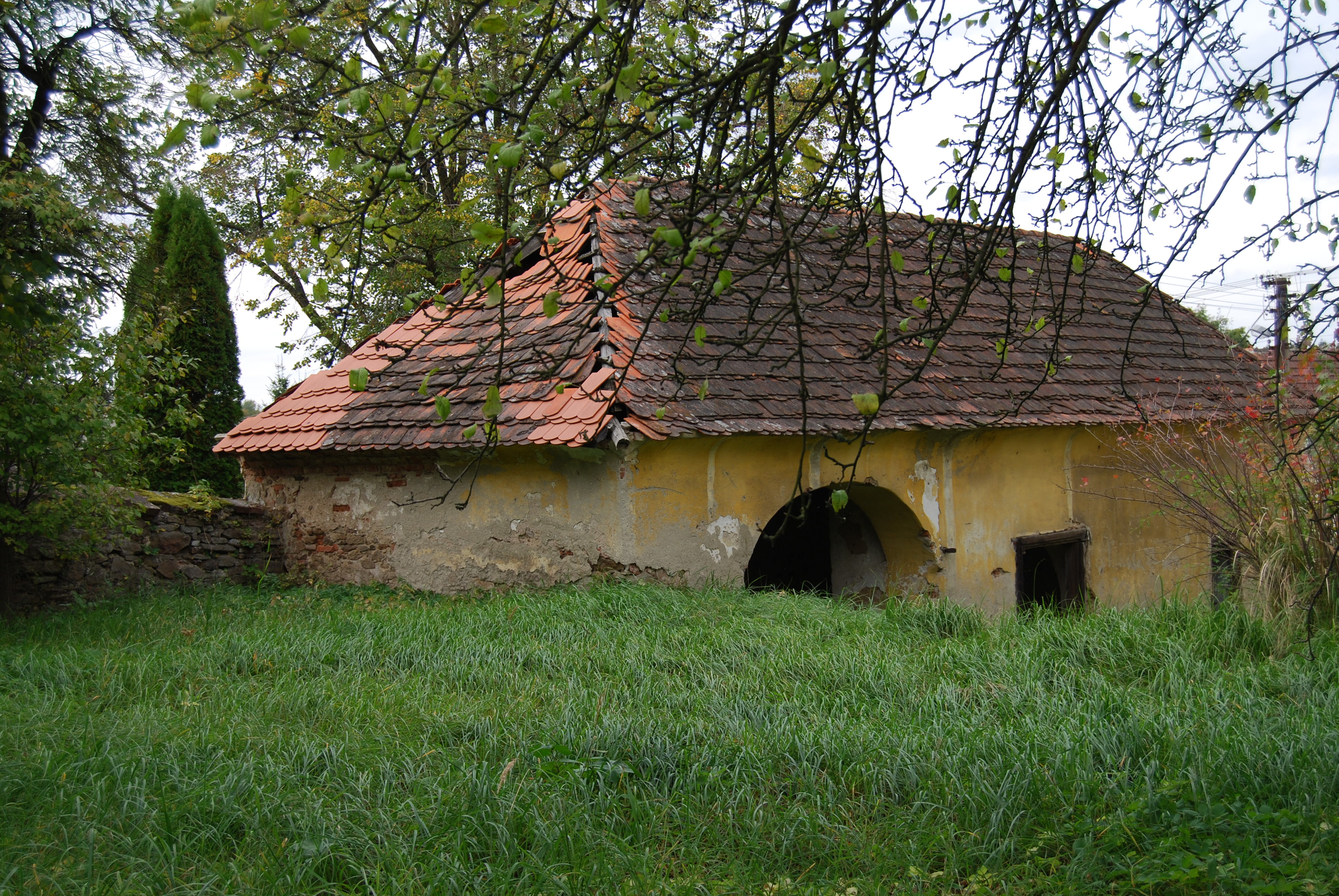
Část chátrající usedlosti u fary
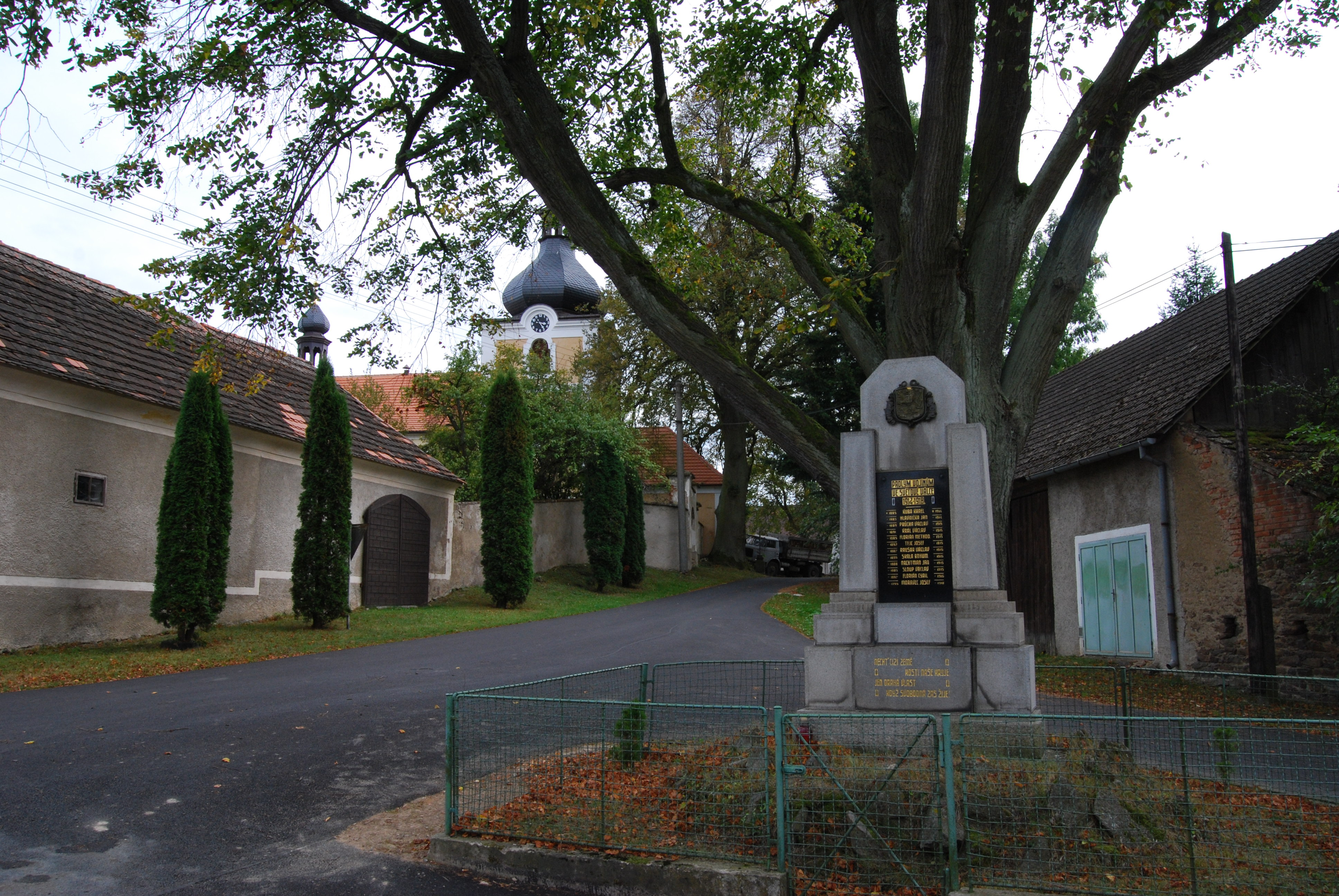
Památník obětem první světové války

## Obyvatelstvo
| Rok            | 1869 | 1880 | 1890 | 1900 | 1910 | 1921 | 1930 | 1950 | 1961 | 1970 | 1980 | 1991 | 2001 | 2011 | 2021 |
| -------------- | ---- | ---- | ---- | ---- | ---- | ---- | ---- | ---- | ---- | ---- | ---- | ---- | ---- | ---- | ---- |
| Počet obyvatel | 367  | 354  | 360  | 311  | 286  | 259  | 219  | 145  | 163  | 145  | 91   | 69   | 62   | 65   | 67   |
| Počet domů     | 49   | 51   | 51   | 56   | 55   | 55   | 53   | 49   | 49   | 40   | 32   | 32   | 48   | 48   | 50   |